# Karl Renar
Karl Renar (Vienna, 26 maggio 1928 – Monaco di Baviera, 22 gennaio 1991) è stato un attore austriaco.

## Biografia
Dopo gli studi scolastici studia recitazione con Dorothea Neff. Viene ingaggiato al Deutsches Schauspielhaus ad Amburgo e al Staatstheater Stuttgart.
Dal 1965 recita al Münchner Kammerspiele interpretando in Geschichten aus dem Wiener Wald (1966), Etienne in Georges Feydeau Der Floh im Ohr (1967), Edward Bond Schmaler Weg in den tiefen Norden (1969), Pierrot in Dom Juan e Chaumet in Dantons Tod (1971/72), Derwisch in Nathan der Weise (1972), Edi in Gespenster (1973/74), Invalider in Glaube Liebe Hoffnung (1975), Scharfrichter in Jean Genet Der Balkon e Sophies Bruder in Der Alpenkönig und der Menschenfeind (1976/77), Nagg in Endspiel e Saint George in Clavigo (1978/79), Georg von Waldstätten in Das Käthchen von Heilbronn (1979/80), Hofprediger in Leonce und Lena (1980/81), Amphitryon (1982/83) ed von Wolblitz in Ernst Toller Der entfesselte Wotan (1983/84).
Renar è noto per le sue interpretazioni in serie come Der Alte e L'ispettore Derrick.
Muore per infarto a Monaco, è sepolto al Neuer Südfriedhof.

## Filmografia
- 1953: Dame Kobold
- 1966: Stahlschrank SG III (Serie Die fünfte Kolonne)
- 1966: Judith
- 1967: Heydrich in Prag
- 1968: Die Katze
- 1971: Der plötzliche Reichtum der armen Leute von Kombach
- 1972: Novellen aus dem wilden Westen
- 1972: Pater Brown – Der Mann in der Passage
- 1972: Der Prozeß gegen die neun von Catonsville
- 1973: Die Handschrift (Serie Frühbesprechung)
- 1974: Der Rote (Serie Der kleine Doktor)
- 1975: Tatort: Die Abrechnung (1975)
- 1975: Bis zur bitteren Neige
- 1975: Die Verwandlung
- 1976: L'ispettore Derrick – Das Superding
- 1976: Derrick – Der Mann aus Portofino
- 1977: Der Alte – Jack Braun (Folge 2)
- 1978: Der Mann im Schilf
- 1980: Der Alte – Morddrohung (Folge 37)
- 1980: Derrick – Tödliche Sekunde
- 1981: Polizeiinspektion 1 – Der Spieler
- 1981: Der Alte – Freispruch (Folge 48)
- 1981: Der Alte – Der Zigeuner (Folge 52)

- 1982: Derrick – Ein Fall für Harry
- 1982: Der Androjäger – Baue nie ein Tier zum Scherz
- 1983: Polizeiinspektion 1 – Grenzfälle
- 1983: Derrick – Attentat auf Derrick
- 1984: Polizeiinspektion 1 – Der Experte
- 1984: Derrick – Ende einer Sehnsucht
- 1985: Derrick – Gregs Trompete
- 1985: Polizeiinspektion 1 – Logierbesuch
- 1985: Derrick – Kranzniederlegung
- 1986: Das unverhoffte Glück (als Amtsdiener Blimm)
- 1986: Der Alte – Killer gesucht (Folge 107)
- 1986: Polizeiinspektion 1 – Alles inklusive
- 1987: SOKO 5113 – Waffennarren
- 1987: Der Alte – Ein teuflischer Plan (Folge 119)
- 1988: Polizeiinspektion 1 – Nachtgeschäfte
- 1988: Faust – Vom Himmel durch die Welt zur Hölle
- 1988: Derrick – Mordträume
- 1989: Fabrik der Offiziere
- 1989: Die schnelle Gerdi (Serie)
- 1989: Derrick – Blaue Rose
- 1989: Derrick – Ein merkwürdiger Tag auf dem Lande
- 1990: Das schreckliche Mädchen
- 1990: Derrick – Des Menschen Feind